# Gurmukhi
Gurmukhi (ISO 15924 Code/Key Guru/310 [alphasyllabic]) é usado principalmente por seguidores da religião Sikh na Índia para escrever a língua Punjabi. A escrita Gurmukhi é historicamente derivada de Brahmi, mas sua forma atual foi desenvolvida no século 16 pelo Guru Angad, sucessor do fundador da religião Sikh, Guru Nanak. A palavra Gurmukhi significa "a partir da boca do guru '.
Gurmukhi é escrito da esquerda para a direita,  num sistema de escrita abugida, ou seja, cada letra representa uma consoante com um vogal inerente. Há trinta e duas consoantes básicas, que são ordenados de acordo com o local e a forma como o som é produzido, da mesma forma como as letras Devanagari. A escrita não usa nenhuma vogal independente.
O script Gurmukhi emprega um conjunto de números de 0-9. Estes são cada vez menos difundida como eles estão sendo substituídos por algarismos latinos, mas ainda estão em uso comum. Pontuação Latina é utilizado, bem como o danda e duplas danda símbolos que são comumente usados nas escritas bramânicas para marcar o fim de uma frase ou verso.
| GURMUKHI |                  |       |          |
| LETRA    | Nome             | LETRA | Nome     |
| ਁ         | SINAL ADAK BINDI | ਬ     | BA       |
| ਂ         | SINAL BINDI      | ਭ     | BHA      |
| ਃ         | SINAL VISARGA    | ਮ     | MA       |
| ਅ        | A                | ਯ     | YA       |
| ਆ        | AA               | ਰ     | RA       |
| ਇ        | I                | ਲ     | LA       |
| ਈ        | II               | ਲ਼     | LLA      |
| ਉ        | U                | ਵ     | VA       |
| ਊ        | UU               | ਸ਼     | SHA      |
| ਏ        | EE               | ਸ     | SA       |
| ਐ        | AI               | ਹ     | HA       |
| ਓ        | OO               | ਼      | NUKTA    |
| ਔ        | AU               | ਾ      | SINAL AA |
| ਕ        | KA               | ਿ      | SINAL I  |
| ਖ        | KHA              | ੀ      | SINAL II |
| ਗ        | GA               | ੁ      | SINAL U  |
| ਘ        | GHA              | ੂ      | SINAL UU |
| ਙ        | NGA              | ੇ      | SINAL EE |
| ਚ        | CA               | ੈ      | SINAL AI |
| ਛ        | CHA              | ੋ      | SINAL OO |
| ਜ        | JA               | ੌ      | SINAL AU |
| ਝ        | JHA              | ੍      | VIRAMA   |
| ਞ        | NYA              | ੑ      | UDAAT    |
| ਟ        | TTA              | ਖ਼     | KHHA     |
| ਠ        | TTHA             | ਗ਼     | GHHA     |
| ਡ        | DDA              | ਜ਼     | ZA       |
| ਢ        | DDHA             | ੜ     | RRA      |
| ਣ        | NNA              | ਫ਼     | FA       |
| ਤ        | TA               | ੰ      | TIPPI    |
| ਥ        | THA              | ੱ      | ADDAK    |
| ਦ        | DA               | ੲ     | IRI      |
| ਧ        | DHA              | ੳ     | URA      |
| ਨ        | NA               | ੴ     | EK ONKAR |
| ਪ        | PA               | ੵ      | YAKASH   |
| ਫ        | PHA              |       |          |

| NÚMEROS |               |
| ੦       | DÍGITO ZERO   |
| ੧       | DÍGITO UM     |
| ੨       | DÍGITO DOIS   |
| ੩       | DÍGITO TRÊS   |
| ੪       | DÍGITO QUATRO |
| ੫       | DÍGITO CINCO  |
| ੬       | DÍGITO SEIS   |
| ੭       | DÍGITO SETE   |
| ੮       | DÍGITO OITO   |
| ੯       | DÍGITO NOVE   |